# Parafia Przemienienia Pańskiego w Paszkówce
Parafia Przemienienia Pańskiego w Paszkówce – rzymskokatolicka parafia znajdująca się w archidiecezji krakowskiej, w dekanacie Skawina, w Polsce.
Swoim zasięgiem obejmuje cztery miejscowości: Bęczyn, Paszkówkę, Sosnowice i Wielkie Drogi.

## Zmiana nazwy
Parafia w Paszkówce do roku 1966 nazywała się parafią w Pobiedrze. Pobiedr po I wojnie światowej przestał być jednostką administracyjną i stał się przysiółkiem gromady Paszkówka. Był to powód, dla którego kardynał Karol Wojtyła 2 listopada 1966 r. zdecydował o zmianie nazwy parafii z „parafii w Pobiedrze” na „parafię w Paszkówce”.

## Historia parafii
Pierwsza wzmianka  o parafii Pobiedr pochodzi z 1325 r. z wykazu świętopietrza, które płacił pleban Mathius (Maciej). Była to pierwsza parafia w Korytarzu Radwanickim utworzonym w 1274 roku, kiedy to książę krakowski Bolesław Wstydliwy przekazał księciu opolskiemu tereny położone między rzekami Skawą a Skawinką.

## Osoby związane z parafią
Stanisław Słonka – pracował jako wikariusz od 1 sierpnia 1923 roku do 13 sierpnia 1925 roku.
Piotr Dańkowski – pracował jako wikariusz w latach 1931 – 1932.